# معاداة السامية في السعودية
كثيراً ما تهاجم وسائل الإعلام السعودية اليهود في الكتب والمقالات الإخبارية وفي المساجد ومع ما يصفه البعض بالسخرية من معاداة السامية. كذلك غالباً ما يروج مسؤولو الحكومة السعودية وكبار رجال الدين في الدولة لفكرة أن اليهود يتآمرون للسيطرة على العالم بأسره؛ وكدليل على ادعاءاتهم فإنهم كثيراً ما ينشرون ويستشهدون ببروتوكولات حكماء صهيون على أنها حقيقية.

## معاداة السامية في الإدارة العامة
يعتبر منع الأشخاص الذين يحملون جوازات سفر إسرائيلية أو لديهم أختام إسرائيلية في جوازات سفرهم من زيارة المملكة العربية السعودية من الممارسات القديمة. عندما بدأت المملكة في فبراير 2004 إصدار تأشيرات لغير المسلمين لأول مرة، من أجل جذب المزيد من الزوار الأجانب، ذكر موقع الهيئة العامة للسياحة في السعودية مبدئياً أن اليهود لن يمنحوا تأشيرات سياحية لدخول الدولة. نُشر ذلك النص التمييزي على نطاق واسع ووجه انتقادات شديدة، مما جدد فكرة أن السعودية «دولة متخلفة». أعقب ذلك، أن نأت السفارة السعودية في الولايات المتحدة بنفسها عن هذا البيان، كما اعتذرت عن نشر «معلومات مغلوطة» أُزيلت لاحقاً.
وفقاً لوزارة الخارجية الأمريكية، لا يُسمح لأفراد الديانات الأخرى من غير المسلمين، بمن فيهم اليهود، بممارسة شعائرهم الدينية علناً في السعودية؛ حيث أن الحرية الدينية «غير موجودة» في المملكة. فالإسلام الدين الرسمي للدولة، وتُطبق مبادئ هذا الدين بموجب القانون.

## معاداة السامية في الكتب المدرسية
المقال الرئيسي: جدل الكتب المدرسية في السعودية
تذم الكتب المدرسية السعودية اليهود (والمسيحيين والمسلمين من غير الوهابيين): وفقاً لصحيفة واشنطن بوست في 21 مايو 2006، لا تزال الكتب المدرسية السعودية التي يزعم أنها قد نُقحت من معاداة السامية، تنعت اليهود بالقردة (والمسيحيين بالخنازير) وتطلب من الطلاب تجنب اليهود وعدم مصاحبتهم؛ زاعمة أن اليهود يعبدون الشيطان وتشجع المسلمين على الانخراط في الجهاد لسحق اليهود.
حلل مركز الحرية الدينية التابع لفريدوم هاوس مجموعة من الكتب المدرسية لوزارة التعليم السعودية في دورات الدراسات الإسلامية لطلاب المدارس الابتدائية والثانوية. فوجد الباحثون عبارات تروج لكراهية المسيحيين واليهود و«المشركين» وغيرهم من «غير المؤمنين»، بمن فيهم المسلمين من غير الوهابيين. كما وجدوا أن بروتوكولات حكماء صهيون تدرس كحقيقة تاريخية. وصفت النصوص اليهود والمسيحيين بأنهم أعداء المسلمين المؤمنين ووصفت الصراع بينهما باعتباره معركة مستمرة ستنتهي بالنصر على اليهود. الذين تلقوا اللوم بالفعل عن كل «دمار» العالم الحديث وحروبه.
"نظرة عامة على 38 صفحة" (PDF). مؤرشف من الأصل (PDF) في 2007-09-25.
أصدر معهد هدسون (371 كيلوبايت) من المناهج الدراسية للمملكة العربية السعودية.

## معاداة السامية في الإعلام السعودي
غالباً ما تهاجم وسائل الإعلام السعودية اليهود في الكتب والمقالات الإخبارية وفي المساجد مع ما يصفه البعض بالسخرية من معاداة السامية. وغالباً ما يروج مسؤولو الحكومة السعودية والزعماء الدينيون للفكرة القائلة بأن اليهود يتآمرون للسيطرة على العالم بأسره؛ وكدليل على ادعاءاتهم كثيراً ما ينشرون ويستشهدون ببروتوكولات حكماء صهيون كونها حقيقية.
أرتأت إحدى الصحف الحكومية السعودية أن كراهية كل اليهود لها ما يبررها. «لماذا يكره (اليهود) جميع الناس الذين استضافوهم، مثل العراق ومصر منذ آلاف السنين ومثل ألمانيا وإسبانيا وفرنسا والمملكة المتحدة وحتى مجئ الأيام التي اكتسبوا فيها السلطة على رأس المال والصحافة، من أجل إعادة كتابة التاريخ؟»
حتى في ذروة الحملة السعودية على التطرف في 2004، كانت فقرة «رجل الشارع» من إنتاج قناة إقرأ التلفزيونية السعودية حول المشاعر تجاه اليهود، معادية تماماً. فقد وصف من أجريت معهم المقابلات اليهود بأنهم «أعداءنا الأبديين» و«القتلة» و«أعداء الله ورسوله» و«قتلة الأنبياء» و«أقذر الناس على وجه هذه الأرض»، إلخ.

في 2001، أنتجت شبكة راديو وتلفزيون العرب في المملكة العربية السعودية مسلسلاً تلفزيونياً مكون من 30 حلقة بعنوان «فارس بلا جواد» وهو تجسيد درامي لبروتوكولات حكماء صهيون.

## معاداة السامية في الأوساط الدينية
تعتبر معاداة السامية أمراً شائعاً في الأوساط الدينية. وُصفّ إمام المسجد الحرام في مكة المكرمة بالسعودية، عبد الرحمن السديس بأنه معاد للسامية لأنه دعى الله علانية «بالقضاء» على اليهود.
فقد بثت قناة البي بي سي حلقة من برنامج بانوراما بعنوان مسألة قيادة، ذُكرّ فيها أن عبد الرحمن السديس، إمام المسجد الحرام في مكة، أشار إلى اليهود بأنهم «حثالة الجنس البشري» و«أحفاد القردة والخنازير». ذكر السديس أيضاً أنهم: «أسوأ (...) أعداء الإسلام أولئك (...) الذين جعلهم (...) قردة وخنازير، اليهود العدوانيون والصهاينة الظالمون ومن يتبعهم [ ...] إن القردة والخنازير وعبدة الآلهة الباطلة هم اليهود والصهاينة». وفي خطبة أخرى، في 19 أبريل 2002، أعلن أن اليهود «ذرية شريرة، كفار، محرفون لكلمات [الآخرين]، عبدة العجل، قتلة الأنبياء، ناكرو النبوة [...] حثالة الجنس البشري الذين لعنهم الله وسخطهم إلى قردة خنازير [...]»